# Rhinella achalensis
Rhinella achalensis, "sapo de achala", es una especie de anfibios de la familia Bufonidae.

## Distribución
Es microendémica del centro de la Argentina, habitando solamente el piso superior de las sierras pampeanas centrales, siendo protegida en el Parque nacional Quebrada del Condorito. Vive en altitudes entre 1700 y 2300 m s. n. m., y su estado de conservación es EN

## Hábitat y hábitos
Su hábitat natural son áreas cercanas a ríos y arroyos serranos con características determinadas, que son los lugares donde se reproducen.
La reproducción ocurre a finales de primavera en solamente ciertos arroyos con características particulares: sitios muy poco profundos, expuestos al sol, con escasa pendiente, poca corriente y suelo arenoso/rocoso, rara vez de barro. El macho no vocaliza ni posee saco nupcial, las parejas se encuentran de noche al costado de zonas con estas características y terminan depositando sus huevos, que se encuentran en enormes cantidades en cordones gelatinosos. Las larvas tardan aproximadamente tres meses en completar metamorfosis.

## Apariencia y características físicas
Se trata de un sapo de tamaño mediano que puede alcanzar los 70 mm de longitud. Cuenta con una cabeza grande y ancha con un hocico puntiagudo y truncado en vista dorsal y redondeado en vista lateral. Las crestas cefálicas están poco desarrolladas, mientras que las parotoides son pequeñas, redondeadas y lisas. En la mano se distinguen tubérculos metacarpales desarrollados y los subarticulares en punta. La piel del dorso es glandular y está salpicada de verrugas cónicas bien queratinizadas, esta característica se da particularmente en machos. El dorso y los flancos del cuerpo tienen colores grisáceos o amarillentos con manchas oscuras y alargadas en las hembras y difusas o ausentes en los machos (este es un carácter dimorfismo sexual bien desarrollado). El vientre es liso, presenta numerosos pliegues y tiene color blancuzco con diminutas manchas negras.

## Estado de conservación
Se encuentra amenazada de extinción por, aparentemente, la quitridiomicosis. Se cree que, como en muchas especies de bufónidos, las larvas son tóxicas, por lo que la presencia de salmónidos en los cursos de agua que habitan no tiene un impacto significativo en la cantidad que se puede encontrar de estas. Tampoco el ganado.
Lo llamativo es que en literatura y artículos se la mencionaba como una especie común y abundante, sin embargo en épocas recientes se registraron notorios declives en sus poblaciones e incluso extinciones locales, volviéndola una especie rara e infrecuente.